# Olisa Ndah
Olisa Harold Ndah (Enugu, Nigeria, 21 de enero de 1998) es un futbolista nigeriano que juega en la posición de defensa y su equipo es el Orlando Pirates F. C. de la Liga Premier de Sudáfrica.

## Trayectoria
En 2019 fue fichado por el Akwa United.

## Selección nacional
Ndah fue convocado el 4 de julio de 2021 para disputar el partido amistoso frente a México.

## Clubes
| Club                  | País      | Año       |
| --------------------- | --------- | --------- |
| Remo Stars F. C.      | Nigeria   | 2019      |
| Akwa United           | Nigeria   | 2019-2021 |
| Orlando Pirates F. C. | Sudáfrica | 2021-     |